# Zawada (Kielce)
Pour les articles homonymes, voir Zawada.
Zawada est une localité polonaise de la gmina de Sitkówka-Nowiny, située dans le powiat de Kielce en voïvodie de Sainte-Croix.